# Mikuláš Galanda
Mikuláš Galanda (ur. 4 maja 1895 w Turčianskich Teplicach, zm. 5 czerwca 1938 w Bratysławie) – słowacki malarz i grafik, jeden z prekursorów słowackiego modernizmu.

## Życiorys
Urodził się 4 maja 1895 roku w Turčianskich Teplicach w rodzinie Margity i Štefana Galandów. W latach 1914–1916 studiował w akademii sztuk pięknych w Budapeszcie u prof. D. Raksányiego, po czym wrócił na Słowację, gdzie pracował jako urzędnik. W 1919 roku wydał z bratem trzy numery magazynu ilustrowanego „Hárman”, do którego stworzył ilustracje w stylu art déco narysowane charakterystyczną, cienką kreską znaną z jego późniejszych prac.
W 1922 roku uczęszczał do Wyższej Szkoły Rzemiosła Artystycznego w Pradze na zajęcia prowadzone przez V.H. Brunnera, po czym w latach 1923–1927 studiował w Akademii Sztuk Pięknych w Pradze w pracowniach Augusta Brömsego i F. Thielego. W połowie lat 20. współpracował z redakcją magazynu lewicowej inteligencji „DAV”, tworząc m.in. siedem prac do pierwszego numeru. Z tego okresu pochodzi także cykl litografii Láska v meste.

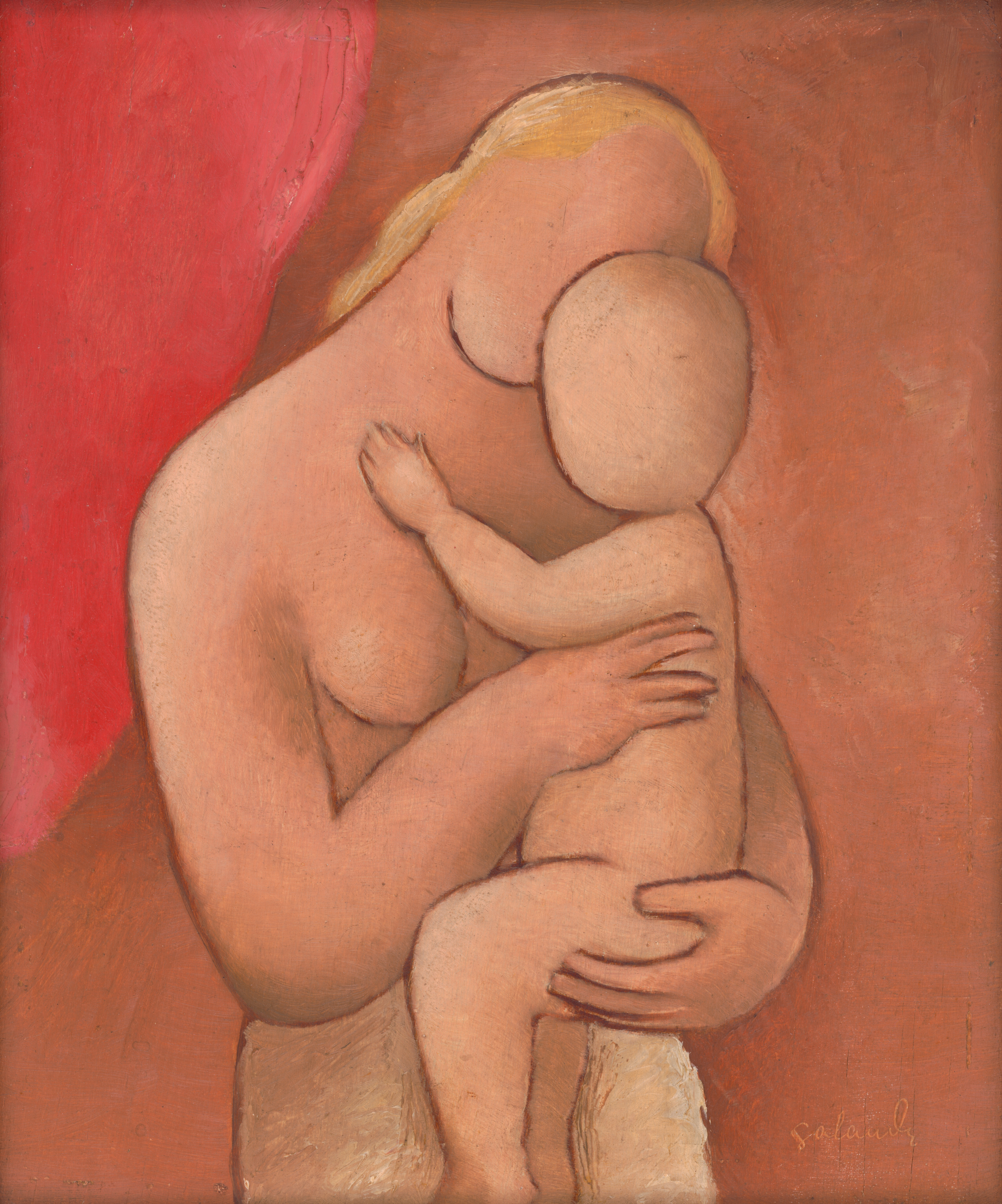
Matka s dieťaťom, ok. 1934, Słowacka Galeria Narodowa

Za namową Ľudovíta Fulli w 1929 roku powrócił do Bratysławy, po czym wyjechał na krótki pobyt studyjny do Paryża. Od 1930 roku uczył na wydziale grafiki, reklamy i rysunku żurnalowego Školy umeleckých remesiel. Na uczelni pozostał do końca życia. Wraz z Fullą, z którym dzielił pracownię, wydał w latach 1930–1932 czterotomowe Súkromné listy Fullu a Galandu – pierwszy słowacki manifest modernistyczny. Obaj artyści jako pierwsi na Słowacji zaczęli podejmować temat abstrakcji w malarstwie: Fulla stworzył pierwszy abstrakcyjny obraz Ruže a svah (pracę później zamalował), po czym Galanda dołączył do eksperymentów. Jego prace miały charakter organiczny, a Fulli geometryczno-konstruktywizujący. W 1937 roku Galanda zdobył srebrny medal na Wystawie Światowej w Paryżu. Tego samego roku uczestniczył także w Biennale w Wenecji.
Galanda należał do prekursorów modernizmu na Słowacji. W jego wczesnych dziełach widać jeszcze wpływ secesji i zainteresowanie twórczością Edvarda Muncha. Do lat 1926–1927 skupiał się na grafice, a około 1929 roku zainteresował się możliwościami typografii. Zaprojektował m.in. utrzymaną w konstruktywistycznym duchu okładkę tomiku poetyckiego Demontáž Jána Poničana i po raz pierwszy na Słowacji zastosował w projekcie wyłącznie minuskułę. Jego twórczość figuratywną charakteryzuje płynna kreska i połączenie tradycyjnych tematów z nowoczesną formą. Nie bał się eksperymentów z nowymi środkami wyrazu: w jego dojrzałych pracach widać elementy kubizmu i własnej interpretacji fowizmu. Dużą wagę przywiązywał do wymiaru emocjonalnego sztuki. W manifeście z 1930 roku stwierdził, iż „funkcją sztuki malarskiej jest tworzenie nowej rzeczywistości emocjonalnej”. W 1932 roku wkroczył w okres różowy, malując obrazy w technice olejnej w odcieniach różu, które wyrażały jego własną radość i zachwyt nad kobiecym pięknem, miłością i macierzyństwem. Z kolei mniej osobiste prace z lat 1932–1933, przedstawiające m.in. zbójników i drwali na tle gór, utrzymane zostały w ciemnej tonacji. Kobiety i kobiecość były wiodącym motywem jego twórczości, choć stworzył także dzieła dotykające tematów społecznych: biedy, czy ludzi ze zmarginalizowanych grup społecznych. W ostatnim roku życia poświęcił się pracy ze wzmożoną intensywnością. Tworzył wtedy stylizowane, kameralne portrety wiejskich kobiet, dziewcząt i madonn i planował wystawę gwaszy przedstawiających kobiece głowy.
Zmarł 5 czerwca 1938 roku w Bratysławie.
Twórczość Galandy wywarła znaczący wpływ na kolejne pokolenia słowackich artystów. W 1957 roku powstała późnomodernistyczna grupa artystyczna Skupina Mikuláša Galandu, która odegrała ważną rolę w kształtowaniu się słowackich sztuk wizualnych. Ostatnia wystawa zbiorowa grupy odbyła się w 1969 roku w Berlinie; w 1972 roku artyści zostali poddani ostrej krytyce i wyrzuceni ze Związku Słowackich Artystów Plastyków.

## Galeria

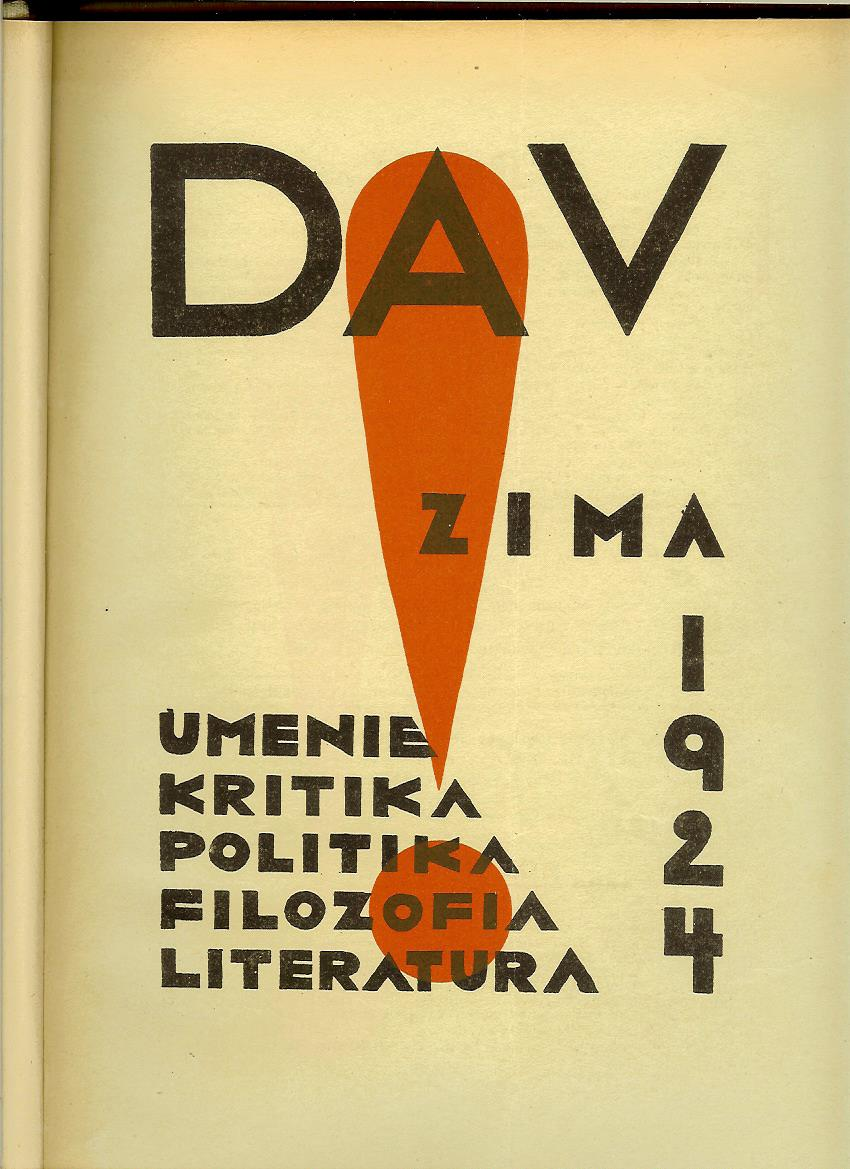
Okładka czasopisma „DAV” projektu Galandy
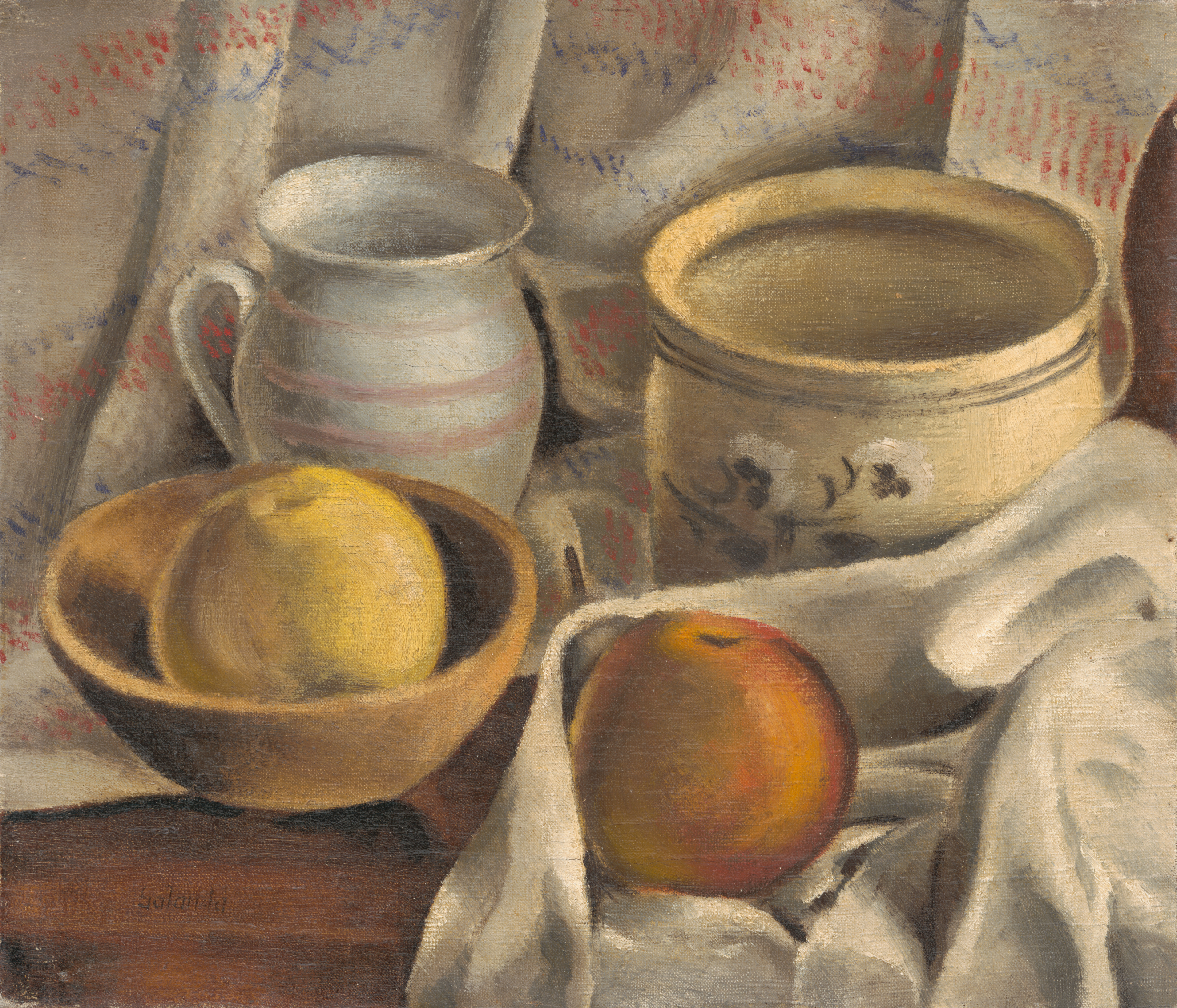
Zátišie s keramickými hrncami a jablkami, 1925–1927
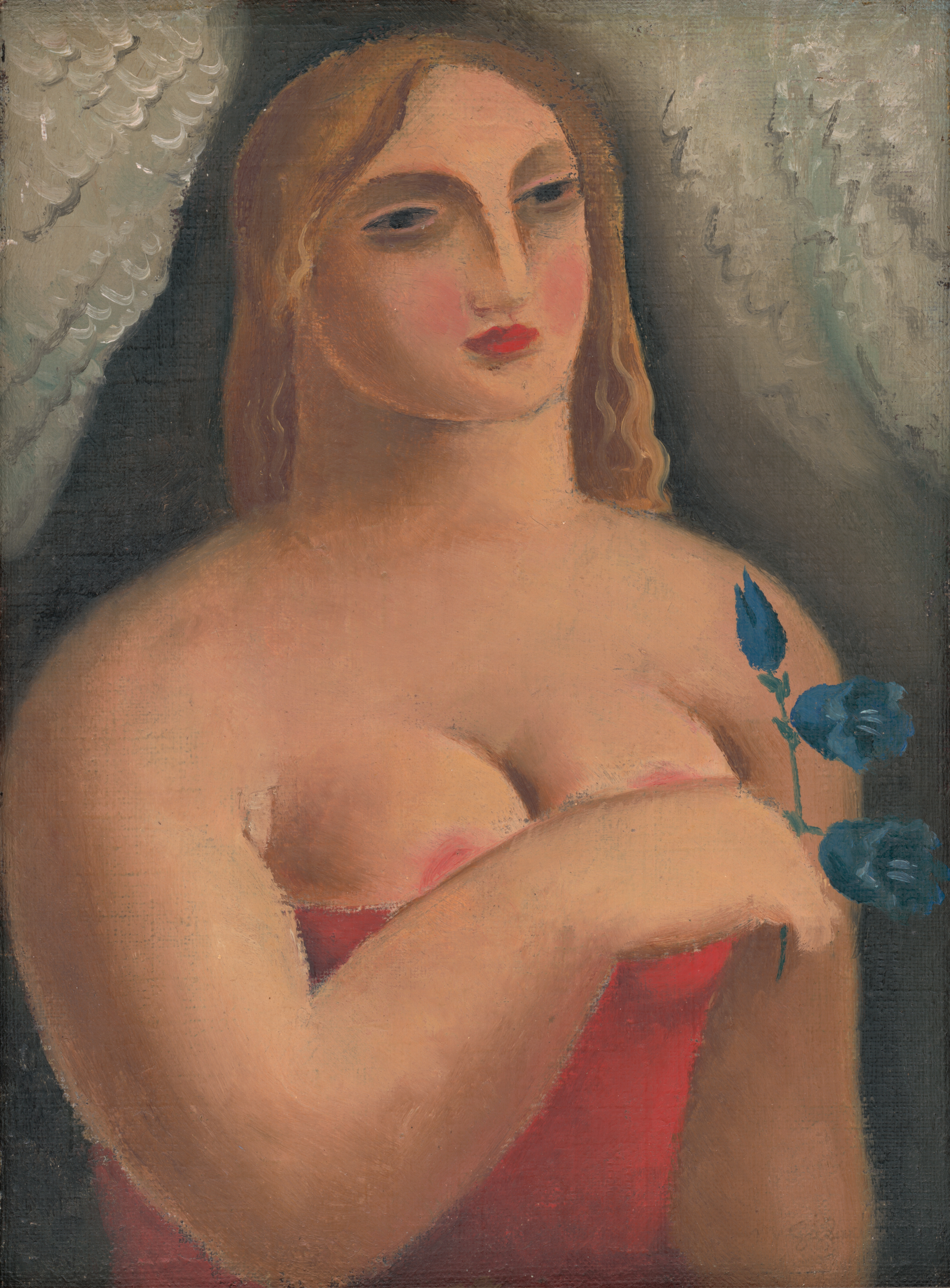
Žena so zvončekami, ok. 1928
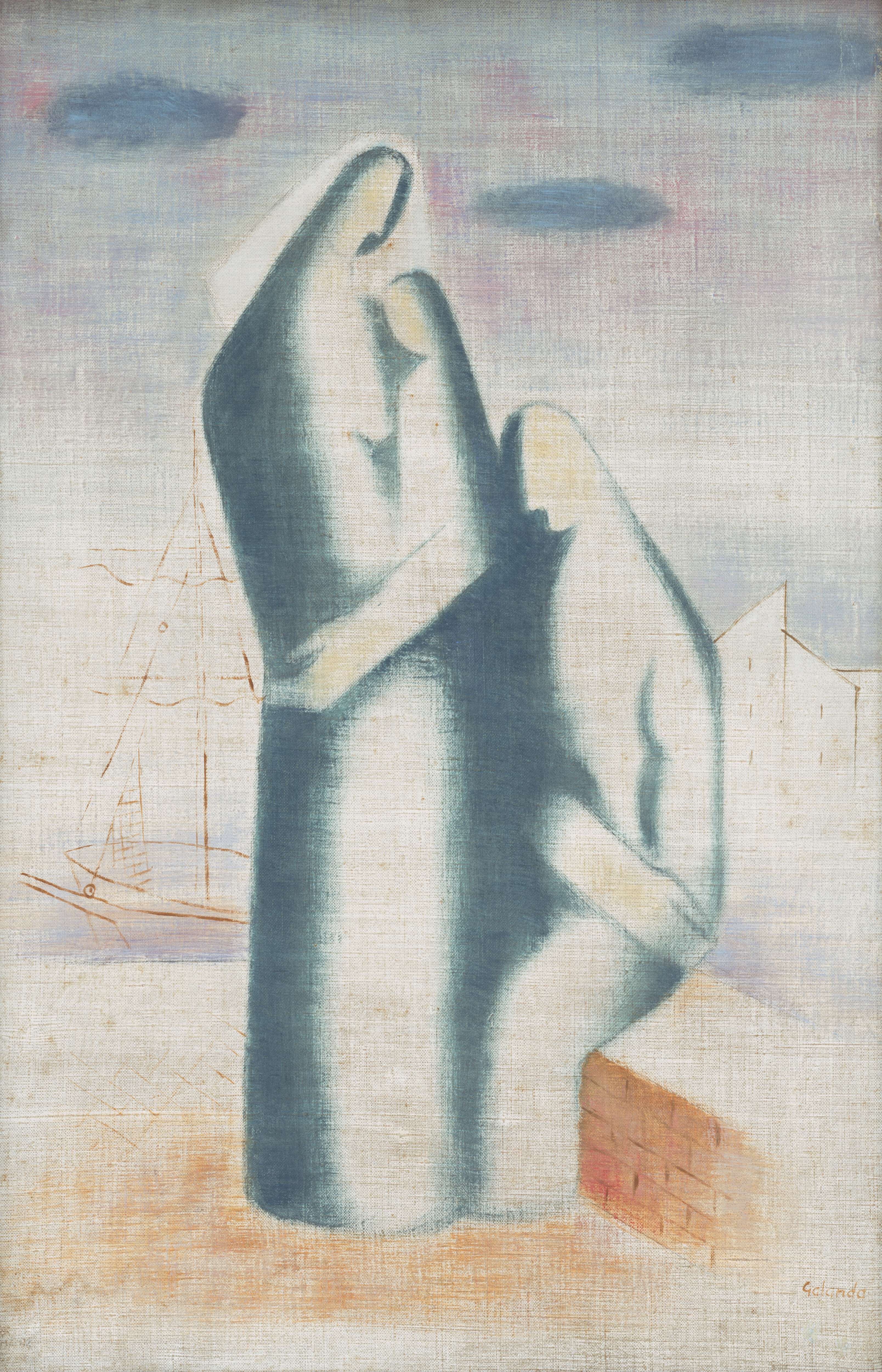
Chudobná rodina, ok. 1930
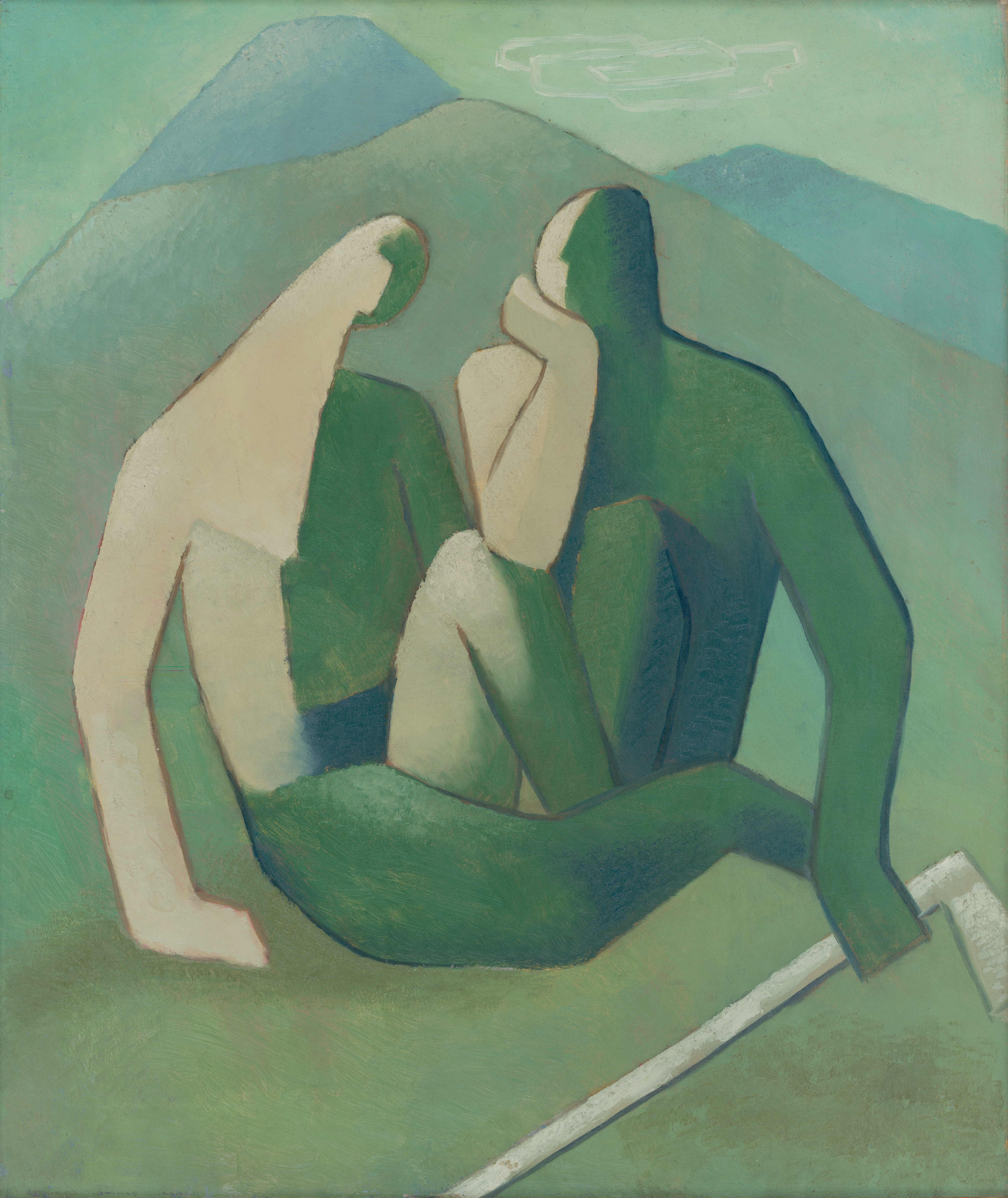
Zbojníci, ok. 1932
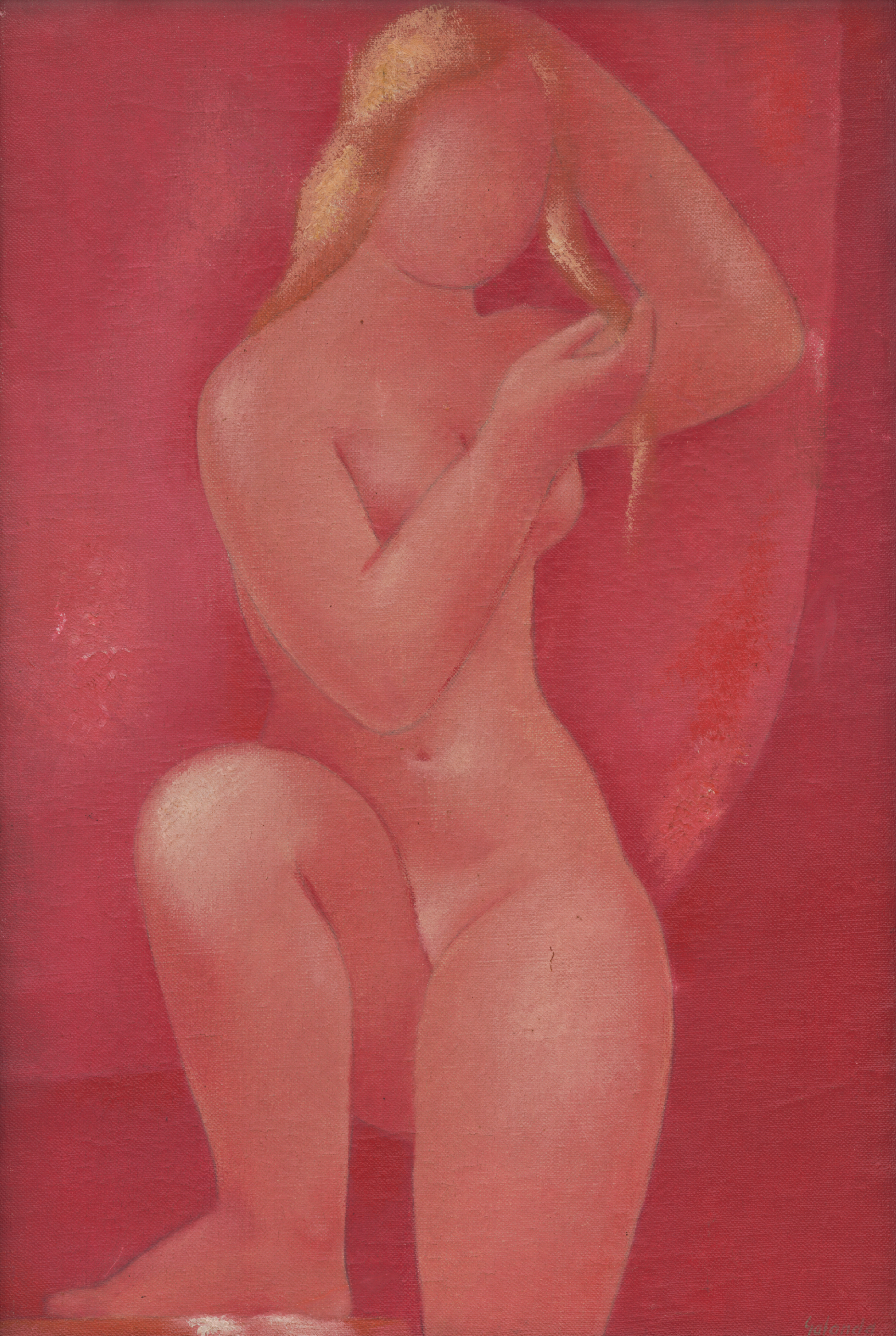
Po kúpeli, ok. 1932
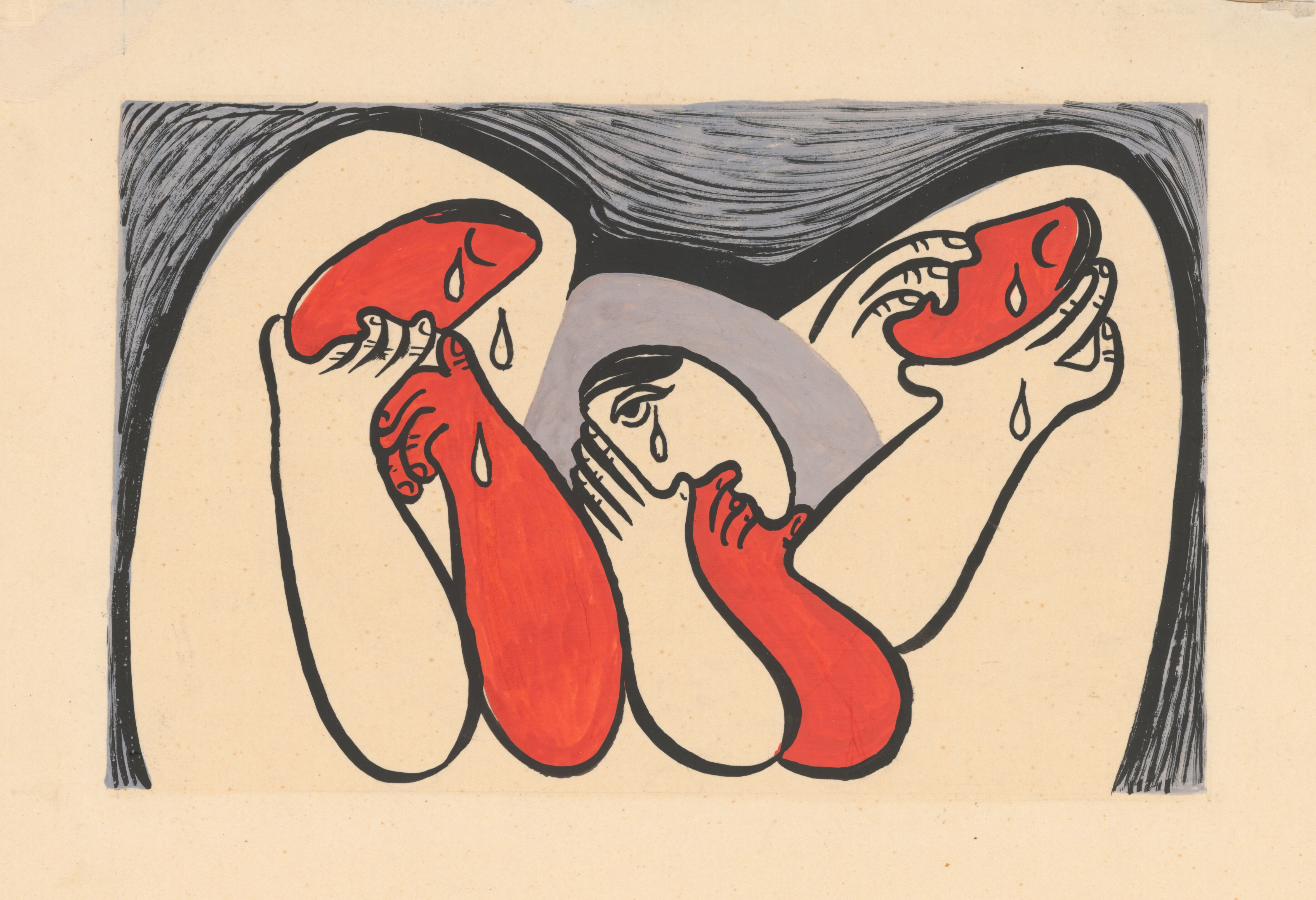
Plačúce ženy, 1938